# Lisa's Sax
"Lisa's Sax" är det tredje avsnittet från säsong nio av Simpsons och sändes på Fox den 19 oktober 1997. I avsnittet berättar Homer för Lisa hur hon fick sin saxofon. Avsnittet skrevs av Al Jean och regisserades av Dominic Polcino. I avsnittet gästskådespelade Fyvush Finkel som sig själv spelar Krusty i en film.

## Handling
Homer och Bart tittar på filmen The Krusty the Clown Story: Booze, Drugs, Guns, Lies, Blackmail and Laughter men blir irriterade på Lisa när hon börjar spela på sin saxofon. Homer ber henne att sluta spela, men Lisa försvarar sig med att hon måste öva en timme varje dag. Bart går då in i Lisas sovrum och försöker ta saxofonen ifrån henne och råkar oavsiktligt slänga ut den genom fönstret. Saxofonen landar mitt i gatan utanför deras hus och blir då överkörd av en bil, en lastbil, en man som cyklar på en trehjuling och trampad på av Nelson Muntz. 
Lisa börjar gråta. Hennes saxofon har gått sönder och hon berättar för Homer att hon har haft den så länge hon kan minnas. Homer berättar då hur det gick till då Lisa fick sin saxofon. Bart är ivrig att börja skolan, men då han första skoldag inte blev som han förväntat sig blir han ledsen, främst eftersom han upplever att hans lärare hatar honom. Då Marge ser Barts teckning som beskriver hur han känner sig, blir hon orolig för att något är fel med honom, och tar honom till skolpsykologen. Under tiden gör Lisa klart ett komplicerat pussel av Taj Mahal hos psykologen. Detta ser psykologen och säger till Homer och Marge att de måste ta vara på Lisas begåvning. De försöker få Lisa att börja på en privat skola, men terminsavgiften visar sig vara 6000 dollar, något som de inte har råd med. Samtidigt kommer en värmebölja över Springfield och Homer vill köpa en luftkonditionering för 200 dollar. Marge ber Homer att inte köpa en, tills de räknat ut hur de ska hjälpa Lisa. På skolan träffar Bart för första gången Milhouse och han tycker att Bart är rolig. Detta gör Bart gladare och efter att han retat upp skolans rektor blir han populär bland eleverna i skolan.
Homer tänker ändå köpa en luftkonditionering, men då han på väg till affären ser han en annons om att musikinstrument är ett sätt att uppmuntra ett begåvat barn, bestämmer han sig för att köpa ett instrument, och Lisa får själv bestämma. Hon väljer en saxofon som kostar 200 dollar. Marge säger att de sparat 200 dollar till en luftkonditionering, men att hon anser att Homer borde köpa en ny saxofon istället. Det gör han och Lisa blir gladare.

## Produktion
"Lisa's Sax" är det första avsnittet som Al Jean skrivit själv. Efter att Al Jean gjort klart sitt utkast gjorde Mike Reiss och David Stern lite ändringar, men ändå blev 80-90% av utkastet kvar. Avsnittet är det sjätte flashback-avsnittet i serien. I slutet visas videosekvenser från tidigare avsnitt när Lisa spelar på sin saxofon. Detta gjordes eftersom avsnittet var för kort. I början av avsnittet visas en pastellmålning av Krusty som gjordes av Dominic Polcino som även var regissör för avsnittet. Avsnittet är det sista som har Doris Grau som röstskådespelaren i serien.

## Kulturella referenser
I början av avsnittet berättar Homer för Bart och Lisa att hon fick sin första saxofon 1990, i en tid då "Tracey Ullman " underhöll Amerika med utfyllnadsmaterial, som en referens till att Simpsons började som kortfilmer på runt två minuter i The Tracey Ullman Show. Då en person kör över saxofonen med en trehjuling är det en referens till Rowan & Martin's Laugh-In. I början av avsnittet spelas "Don't Worry, Be Happy". I flashbacken är håret som Dr. Hibbert har en referens till Mr. T i The A-Team. Homer tittar på Twin Peaks och The Giant från serien medverkar då han dansar med en vit häst. Pojken som äter maskar i avsnittet på skolgården är en referens till vad Al Jean själv gjorde när han var ung. I musikaffären där Homer köpte saxofonen finns Eddie Van Halens "Frankenstrat"gitarr.

## Mottagande
Avsnittet hamnade på plats 51 över de mest sedda programmet under veckan med en Nielsen rating på 8,2, vilket ger 8 miljoner hushåll och det näst mest sedda på Fox under veckan.
I I Can't Believe It's a Bigger and Better Updated Unofficial Simpsons Guide kallar Martyn Wood och Adrian Wood avsnittet för en fantastisk episod som är full av roliga inslag och anser att det bästa var att man fick se hur Bart började hata skolan. Robert Canning på IGN har skrivit att förutom att vara roligt innehåller avsnittet även det traditionella Simpsons-hjärtat.The San Diego Union-Tribune anser att avsnittet är en av de mest minnesvärda i serien.